# دیوید لورن
دیوید لورن (انگلیسی: David Lauren) یک بازرگان اهل ایالات متحده آمریکا است.